# بنك التجارة الإيراني

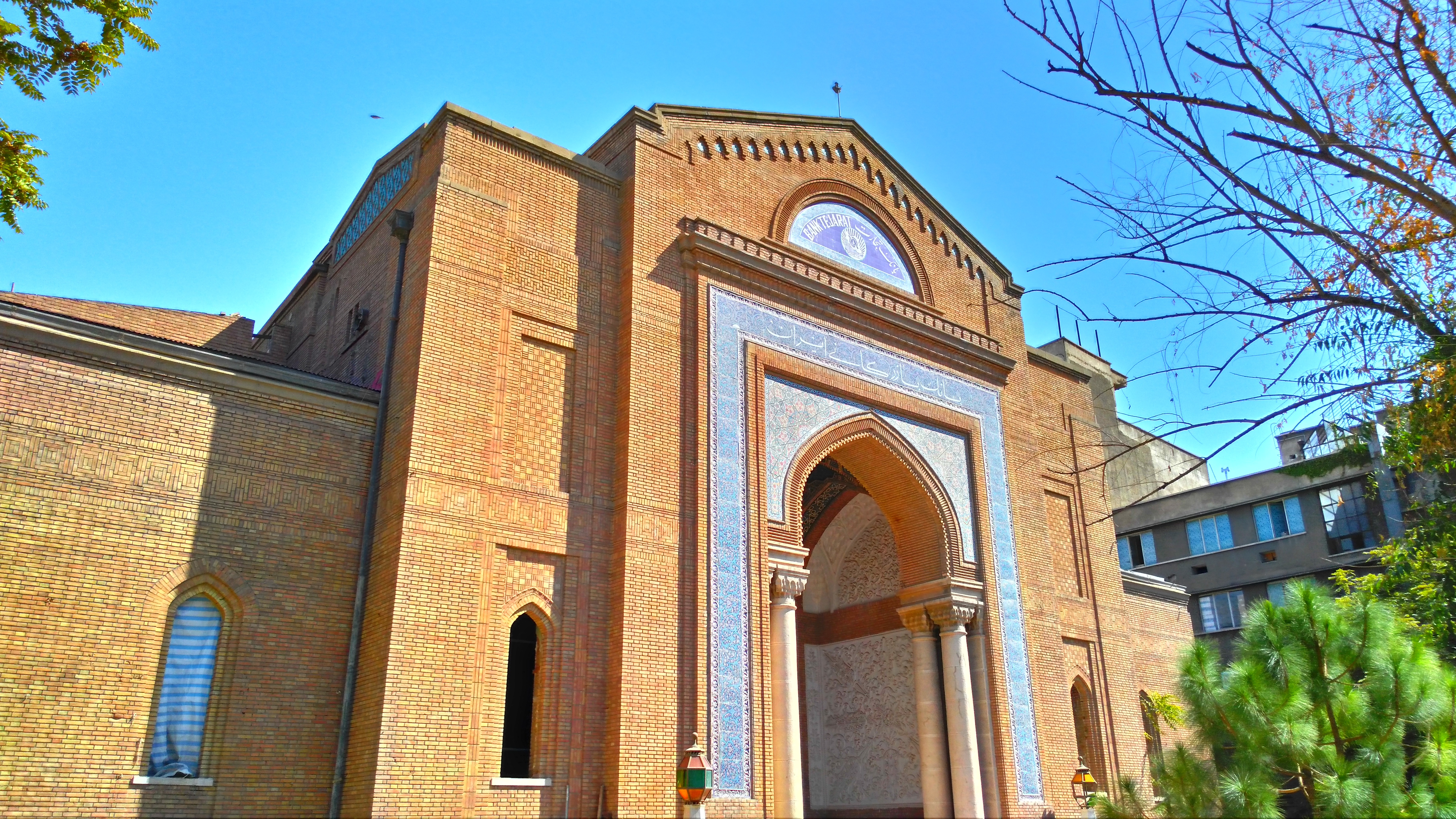
المبنى الرئيسي السابق لبنك التجارة.

بنك التجارة الإيراني (بالفارسية: بانک تجارت Mercantile Bank أيضًا "بنك التجارة") هو بنك إيراني.

## الفروع الدولية
لدى بنك التجارة ستة فروع في دول أخرى.

## الشركات التابعة
بنك التجارة هو أحد المساهمين الرئيسيين في بنك كردان للاستثمار إلى جانب بنك سامان وبنك الشرق الأوسط الذي تأسس عام 2014.

## بنك تجارت أصبح رسميًا عضوًا في منظمة التجارة الرقمية العالمية[4]
- أقيم الحفل الرسمي لانضمام بنك تجارت إلى منظمة التجارة الرقمية العالمية (DTO) في الصين بحضور الرئيس التنفيذي للبنك ورئيس منظمة التجارة الرقمية العالمية. إن إلغاء التعريفات الجمركية، والتجارة الحرة، وتسهيل المعاملات النقدية والمصرفية من بين الأهداف الرئيسية لهذه المنظمة. ومع انضمام بنك تجارت إلى هذه المنظمة، تم اتخاذ خطوة كبيرة في السماح للناشطين الاقتصاديين في البلاد بالاستفادة من الفوائد القيمة من هذه المنظمة.  هذه المنظمة التي انضمت إليها حتى الآن 50 دولة، تم إطلاقها بمبادرة من الصين، ومن شأن عضوية البنوك الإيرانية في هذه المنظمة تسهيل المعاملات النقدية والمصرفية بين إيران والصين.  من خلال كونه عضوًا في مجموعة عمل البنوك التابعة لمنظمة التجارة الرقمية العالمية (DTO)، يلعب بنك تجارت دورًا فعالاً في وضع اللوائح والإجراءات التي تشرف على عمليات تلك المنظمة.[5]

## روابط خارجية
- www.cibafi.org
- www.zawya.com